# Jules Naudet (sociologue)
Pour les articles homonymes, voir Naudet.
Jules Naudet, né le 17 juin 1981, est un sociologue français, chercheur au Centre d'études de l'Inde et de l'Asie du Sud à l'EHESS.

## Biographie

### Jeunesse et études
Après un travail de master 2 à l'Institut d'études politiques de Paris, consacré à la réussite sociale des personnes issues des milieux populaires, Jules Naudet a préparé une thèse de doctorat portant sur le même sujet, en France, en Inde et aux États-Unis,, dont l'ouvrage Entrer dans l'élite est la réécriture,,. 

### Pacours professionnel
Il est l'auteur de Justifier l'ordre social (2013) et Grand patron, fils d'ouvrier (2014),,.
Il est co-rédacteur en chef de la revue La Vie des idées. Il est spécialiste de l'analyse des mobilités sociales ascendantes et de la sociologie des classes supérieures dans les sociétés françaises, indiennes et américaines.
Jules Naudet est l'auteur, avec trois autres sociologues, de Ce que les riches pensent des pauvres (Le Seuil, 2017),.
Durant l'année universitaire 2021-2022, il travaille comme chercheur au Center for Advanced Study in the Behavioral Sciences de l'Université Stanford.

### Ouvrages
- Ce que les riches pensent des pauvres[11],[14],[15],[16], avec Serge Paugam, Bruno Cousin, Camila Giorgetti, Le Seuil, Paris, 2017, 352 p.
- Grand patron, fils d'ouvrier[17], "Raconter la vie", Collection dirigée par Pierre Rosanvallon et Pauline Peretz, Le Seuil, Paris, 2014, 67 p.
- (avec Christophe Jaffrelot), Justifier l'ordre social: caste, race, classe et genre[18], PUF, « La vie des idées », Paris, 2013, 98 p.
- Entrer dans l'élite. Parcours de réussite en France, aux États-Unis et en Inde[3],[5] PUF, « Le Lien Social », Paris, 2012, 315 p.

### Articles (sélection)
- « Devenir dominant : Les grandes étapes de l’expérience de la mobilité sociale ascendante », Revue Européenne des Sciences Sociales, vol. 50, 2012, n°1, pp. 161-189.
- « Mobilité sociale et explications de la réussite en France, aux États-Unis et en Inde. », Sociologie, vol. 3, n°1, 2012, pp. 39-59.
- « Anthony F. Heath and Roger Jeffery (Eds.): Diversity and Change in Modern India: Economic, Social and Political Approaches. », European Sociological Review, 2011, doi: 10.1093/esr/jcr083.
- Interview : Jean Bastien, Entretien avec les auteurs de "Ce que les riches pensent des pauvres", Nonfiction, 15 janvier 2018.